# Frederick B. Kiddle
Frederick B. Kiddle (Frome, 1874 – 6 dicembre 1951) è stato un pianista, organista ed accompagnatore inglese.

## Biografia
Frederick B. Kiddle nacque a Frome, Somerset, e studiò al Royal College of Music con Sir Walter Parratt, Rockstro e Higgs. Nel 1902 divenne l'accompagnatore principale dei Promenade Concerts alla Queen's Hall, succedendo a Percy Pitt, e rimase lì come organista permanente e accompagnatore per i successivi 25 anni, ritirandosi all'incirca nel momento in cui la BBC rilevò i Proms.

## Organista ed accompagnatore alla Queen's Hall
Come esempi del suo lavoro come organista, Kiddle presentò in anteprima la Sinfonia in re minore per organo e orchestra di Alexandre Guilmant (un'opera con un passaggio pedale molto lungo) nel 1902 e diede la prima esibizione della Suite per organo e orchestra di Max Bruch  in un concerto sinfonico nel maggio del 1909. Nel novembre del 1909, sotto Henry J. Wood, interpretò il nuovo concerto per organo di Marco Enrico Bossi. Nel 1912 si esibì nel Concert Piece di Benjamin Dale per organo e orchestra alla Queen's Hall e ad un ballo di fine anno 1913 suonò la Fantaisie Triomphale (per organo e orchestra) di Théodore Dubois.
Fu solista nella Sinfonia per orchestra, organo e pianoforte di Saint-Saëns nel novembre 1916. In un ballo di fine anno nel 1927, suonò il Cortège et Litanei di Marcel Dupré. Come solista di pianoforte, si unì a Henry Wood e York Bowen nella prima esecuzione britannica del Concerto per tre pianoforti in fa minore di Mozart nel 1907, sotto la direzione di Henri Verbrugghen. Quando Henry Wood prese il controllo del Festival di Norwich nel 1908, prese con sé Kiddle come organista per l'intero evento.

## Accompagnatore di Gervase Elwes
Come accompagnatore fisso al ballo della Queen's Hall ovviamente Kiddle aveva accompagnato quasi tutti, ma il suo grande lavoro in questo ruolo (che richiede i più alti standard della musicalità) è particolarmente ricordato per il suo rapporto permanente con il tenore Gervase Elwes. Agli inizi del 1900, quando era anche organista della chiesa parrocchiale di St Marylebone a Londra, fu invitato da Elwes (che aveva appena iniziato la sua carriera professionale) ad essere il suo accompagnatore. Elwes lo considerava un musicista molto coscienzioso e i due lavorarono insieme per tutta la carriera di Elwes, fino alla sua morte nel 1921, lavorando spesso diverse ore al giorno. Elwes indegnò a Kiddle il significato delle parole delle canzoni in francese e tedesco, in modo che ci fosse un'unità di scopo nella loro esibizione e invariabilmente conduceva avanti Kiddle perché condividesse gli applausi ai suoi concerti.
Lo stretto rapporto di Kiddle con Elwes lo portò naturalmente vicino al mondo della musica di Roger Quilter, che suonava con grande verve e intuizione ritmica. Quilter dedicò una delle sue canzoni su Nora Hopper, "Blossom-time", a Kiddle nel 1914. Il ruolo di Kiddle come accompagnatore si può ascoltare nella maggior parte delle registrazioni di Gervase Elwes, incluso il ciclo di canzoni di Vaughan Williams On Wenlock Edge con il London String Quartet nel 1917. Lo si può anche ascoltare nelle registrazioni con Lionel Tertis, Albert Sammons o il tenore Hubert Eisdell, un altro appassionato di Quilter.

## Kiddle e Liddle
Un contemporaneo di Frederick B. Kiddle era il raffinato accompagnatore Samuel H. Liddle, strettamente unito all'amico e sostenitore di Elwes, Harry Plunket Greene e compositore di varie canzoni rese popolari da Dame Clara Butt, compresa la sua versione molto registrata di 'Abide with me '. La rima dei loro nomi e ruoli è stata spesso commentata, non da ultimo in un breve verso umoristico di Harry Graham:
E un profondo desiderio di scherzare,

Mr Kiddle corteggia la confusione

Con il suo collega, Mr Liddle.»
Gerald Moore aggiungeva: "Questi signori erano i migliori amici e in effetti sarebbe difficile trovare due artisti più cortesi e affabili. Se uno confondeva l'uno con l'altro, tuttavia, si trasformavano immediatamente in omicidi ringhianti".